# Pteroglossus frantzii
Pteroglossus frantzii е вид птица от семейство Туканови (Ramphastidae).

## Разпространение
Видът е разпространен в Коста Рика и Панама.